# Емелин, Алексей Михайлович
Алексе́й Миха́йлович Еме́лин (род. 16 октября 1968, Москва) — советский и российский легкоатлет, специалист по прыжкам в высоту. Выступал за сборные СССР, СНГ и России по лёгкой атлетике в 1989—1993 годах, бронзовый призёр чемпионата мира в помещении, обладатель серебряной медали чемпионата Европы, многократный победитель и призёр первенств национального значения. Представлял Москву и спортивное общество «Динамо». Мастер спорта СССР международного класса.

## Биография
Алексей Емелин родился 16 октября 1968 года в Москве.
Занимался лёгкой атлетикой в Москве, состоял в добровольном спортивном обществе «Динамо».
Впервые заявил о себе в прыжках в высоту на взрослом уровне в сезоне 1989 года, когда одержал победу на зимнем чемпионате СССР в Гомеле и, попав в основной состав советской национальной сборной, побывал на чемпионате Европы в помещении в Гааге, откуда привёз награду бронзового достоинства.
В 1990 году выиграл зимний чемпионат СССР в Челябинске и летний чемпионат СССР в Киеве, с личным рекордом в 2,34 метра завоевал серебряную медаль на чемпионате Европы в Сплите, уступив здесь только югославу Драгутину Топичу. Благодаря череде удачных выступлений удостоился права защищать честь страны на Играх доброй воли в Сиэтле, где стал в своей дисциплине пятым.
В 1991 году выиграл серебряную медаль на зимнем чемпионате СССР в Волгограде, взял бронзу на чемпионате мира в помещении в Севилье.
В 1992 году занял пятое место на чемпионате Европы в помещении в Генуе, получил серебро на чемпионате СНГ в Москве.
После распада Советского Союза Емелин ещё в течение некоторого времени представлял российскую национальную сборную. Так, в 1993 году он превзошёл всех соперников на чемпионате России в Москве, отметился выступлением на чемпионате мира в Штутгарте, где показал результат 2,25 метра и в финал не вышел.
За выдающиеся спортивные достижения удостоен почётного звания «Мастер спорта СССР международного класса».